# Giorgio Marengo
Giorgio Marengo IMC (ur. 7 czerwca 1974 w Cuneo) – włoski duchowny rzymskokatolicki, misjonarz Konsolaty, doktor misjologii, biskup, prefekt apostolski Ułan Bator od 2020, kardynał prezbiter od 2022.

## Życiorys
Urodził się 7 czerwca 1974 w Cuneo. Jest członkiem ruchu skautowego oraz uprawia szermierkę. W latach 1993–1995 studiował filozofię na Pontificia facoltà teologica w Turynie, a teologię w latach 1995–1998 na Papieskim Uniwersytecie Gregoriańskim. Śluby w Zgromadzeniu Misjonarzy Matki Bożej Pocieszenia złożył 24 czerwca 2000, a święceń prezbiteratu udzielił mu 26 maja 2001 metropolita turyński kardynał Severino Poletto. W latach 2000–2006 odbył studia w zakresie misjologii na Papieskim Uniwersytecie Urbaniana, które ukończył uzyskując stopnie licencjata naukowego, a następnie doktora.
Od czasu wyświęcenia na kapłana pracował na misjach w Mongolii, w latach 2000–2003 w Arwajcheerze, a w 2003 został przypisany do misji w Mongolii jako pierwszy w historii członek Zgromadzenia Misjonarzy Konsolaty. W 2016 został radcą regionu Azji, superiorem misji w Mongolii oraz proboszczem parafii Maryi Matki Miłosierdzia w Arwajcheerze.
2 kwietnia 2020 papież Franciszek mianował go prefektem apostolskim Ułan Bator oraz biskupem tytularnym Castra Severiana. Święcenia biskupie otrzymał 8 sierpnia 2020 w sanktuarium Matki Bożej Pocieszenia w Turynie. Udzielił mu ich kardynał Luis Antonio Tagle, prefekt Kongregacji ds. Ewangelizacji Narodów, któremu asystowali Cesare Nosiglia, arcybiskup metropolita turyński, i kardynał Severino Poletto, arcybiskup senior turyński. Jako zawołanie biskupie przyjął słowa „Respicite ad eum et illuminamini” (Spójrzcie na Niego i promieniejcie radością), zaczerpnięte z Psalmu 34 (Ps 34,6).
29 maja 2022 podczas modlitwy Regina Coeli papież Franciszek zapowiedział włączenie go do Kolegium Kardynałów, a 27 sierpnia 2022 w trakcie konsystorza w bazylice św. Piotra kreował go kardynałem prezbiterem, nadając mu jako kościół tytularny kościół św. Judy Tadeusza. 21 maja 2023 uroczyście objął swój kościół tytularny w Rzymie. Kardynał Marengo był najmłodszym nominowanym członkiem Kolegium Kardynałów Świętego Kościoła Rzymskiego od czasu kreacji Karola Wojtyły.
7 października 2022 papież Franciszek mianował go członkiem Dykasterii ds. Ewangelizacji. Brał udział w konklawe 2025, które wybrało papieża Leona XIV.

## Książki
- Sussurrare il Vangelo nella terra dell'eterno cielo blu. Per un dialogo profetico in Mongolia, Wydawnictwo: Urbaniana University Press, 2018, ISBN 978-88-401-5048-2.